# Matteo I Moncada
Matteo Moncada Sclafani, conte di Agosta (1325 ca. – 1378), è stato un nobile, politico e militare italiano del XIV secolo.

## Biografia
Nacque da Guglielmo Raimondo, conte di Agosta e da Margherita Sclafani d'Incisa dei conti di Adernò, di cui era figlio primogenito. Nel 1343, sposò la nobildonna Giovanna Peralta d'Aragona, figlia di Raimondo conte di Caltabellotta, dalla quale ebbe tre figli. L'unione durò fino alla morte della Peralta, avvenuta nel 1356, e poco dopo si risposò con Allegranza Abbate d'Arbes, figlia di Enrico signore di Favignana, dalla quale ebbe tre figli.
Nominato siniscalco del Regno di Trinacria nel 1353, ricoprì tale carica fino al 1361, e nuovamente nel 1362-1363. Nel 1354, ebbe concessa la Contea di Agosta, appartenuta al padre, al quale era stata tolta dai Chiaramonte da cui era stato catturato e avvelenato nel 1348, nel corso della violenta lotta tra le due fazioni della nobiltà siciliana, catalana e latina. Successivamente, gli furono concesse anche le baronie di Fiumesalato (1363), Curcuraci (1370) e Sortino, e delle onze 500 annuali sul porto di Augusta e sul caricatore di Bruca. Sempre nel 1354, il Moncada fu coinvolto nella lotta di successione per il possesso delle contee di Adernò e di Sclafani, apertasi dopo la morte del nonno materno Matteo Sclafani, che lo vedeva contrapposto ai cugini Matteo e Guglielmo Peralta, figli della zia Luisa Sclafani Calvellis. La lite giudiziaria durò trentanove anni, e si concluse con l'assegnazione ai Moncada della Contea di Adernò e Centorbi, di cui verrà investito il figlio Antonio nel 1393.
Nel 1359, il re Federico IV di Sicilia lo nominò vicario e capitano generale del Ducato di Atene, incarico che svolse fino al 1362. Nel 1363, gli furono assegnati i medesimi incarichi per il Ducato di Neopatria, dove uno dei suoi luogotenenti, Pietro de Pou, scatenò la rivolta contro di lui a Tebe e fu cacciato. Il Moncada fu reintegrato l'anno successivo e mantenne la carica fino al 1367. La Corona d'Aragona gli assegnò le signorie di Argo e di Corinto, come premio per la difesa della sua sovranità sulle due province greche, contro gli attacchi nemici del 1364.
Nel 1370, Re Federico IV assegnò al Conte di Agosta e ai suoi eredi, sotto servizio militare, i proventi annualmente dovuti per la sovvenzione regia nella terra di Augusta ed Altavilla e nel casale Melilli; nel 1374, la Regina Antonia gli concesse come vitalizio il Pantano Salso con fiume nel territorio di Lentini, confermato da Re Federico in perpetuo a lui e ai suoi eredi l'anno seguente. Morì nel 1378.

### Matrimoni e discendenza
Dal primo matrimonio con Giovanna Peralta d'Aragona, ebbe i seguenti figli:
- Guglielmo Raimondo, marchese di Malta e Gozo († 1398), che sposò in prime nozze Beatrice Alagona Palizzi, figlia di Giovanni, conte di Novara, da cui ebbe cinque figli, e in seconde nozze Stefania Carroz Lauria, figlia di Francesco, ammiraglio catalano, dalla quale ebbe due figli;
- Giovanna († 1393), che fu moglie di Giacomo di Prades, signore di Caccamo;
- Costanza († 1392), che fu moglie di Blasco III Alagona, conte di Mistretta.[1]

Dalla seconda unione con Allegranza Abbate d'Arbes, ebbe i seguenti figli:
- Antonio, II conte di Adernò († 1415), che dal matrimonio con Agata Chiaramonte Ventimiglia, figlia di Matteo, conte di Modica, non ebbe figli;
- Pietro, barone di Troina († 1410), che fu padre di Guglielmo Raimondo, stratigoto di Messina;
- Elvira, che fu moglie di Antonio Ventimiglia, conte di Collesano.[1]